# Gösser
Gösser är ett av Österrikes största ölmärken med anor sedan 1860. Det produceras av Brau Union Österreich. Namnet kommer från stadsdelen Göss i staden Leoben.